# 상설국제법원

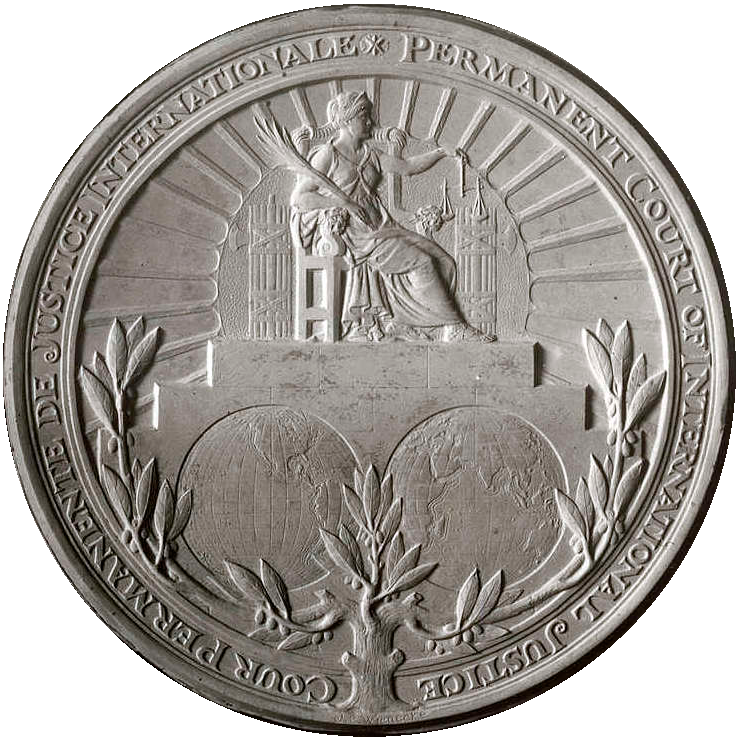

상설국제법원(PCIJ, Permanent Court of International Justice)은 1922년 LN 창설과 더불어 조직된 상설(常設) 국제법원으로 네덜란드 헤이그에 위치해 있었다. 제2차 세계대전 이후에는 새로이 ICJ가 설치되어 PCIJ를 승계하였다.

## 같이 보기
- 국제사법재판소